# 조씨고아 (드라마)
《조씨고아안》(중국어 간체자: 赵氏孤儿案, 정체자: 趙氏孤兒案, 병음: Zhào shì gū ér àn 자오스구얼안[*], 한자음: 조씨고아안)은 중국의 텔레비전 드라마이다.

## 등장 인물
- 오수파(吴秀波) : 정영(程嬰) 역
- 손순(孙淳) : 도안가(屠岸賈) 역
- 응채아(應采兒) : 조장희(趙莊姬) 역
- 왕우(王雨) : 조무(趙武) 역
- 정호(郑昊) : 진경공(晉景公) 역
- 일진(一真) : 한궐(韓厥) 역
- 연속매(练束梅) : 송향(宋香) 역
- 장역문(张译文) : 공손저구(公孫杵臼) 역
- 희타(姬他) : 조삭(趙朔) 역